# Patio du château de Vélez Blanco (MET)
Le patio du château de Vélez Blanco est une galerie couverte sur deux étages, formant un patio en marbre et datant des années 1510, un exemple d'architecture de la Renaissance espagnole. Il fait partie de la collection du Metropolitan Museum of Art de New York où il a été reconstitué. Il faisait à l'origine partie du château de Vélez-Blanco à Vélez-Blanco, en Andalousie, en Espagne. Le patio sert désormais d'entrée à la bibliothèque Thomas J. Watson du musée et de présentation des statues de la Renaissance italienne du musée.

## Histoire ancienne
Le patio a été construit de 1506 à 1515 pour le gouverneur de Murcie, Pedro Fajardo, premier marquis de los Vélez, comme une partie du château de Vélez-Blanco à Vélez-Blanco, en Andalousie. Il a été fabriqué en marbre de Macael par des sculpteurs et artisans du nord de l'Italie. Après des troubles politiques en Espagne, le château a été abandonné au début du XIXe siècle. En 1904, les propriétaires du château enlevèrent et vendirent l'intégralité du patio à un marchand parisien, après quoi il fut transporté à Paris.

## Nouvelle destination

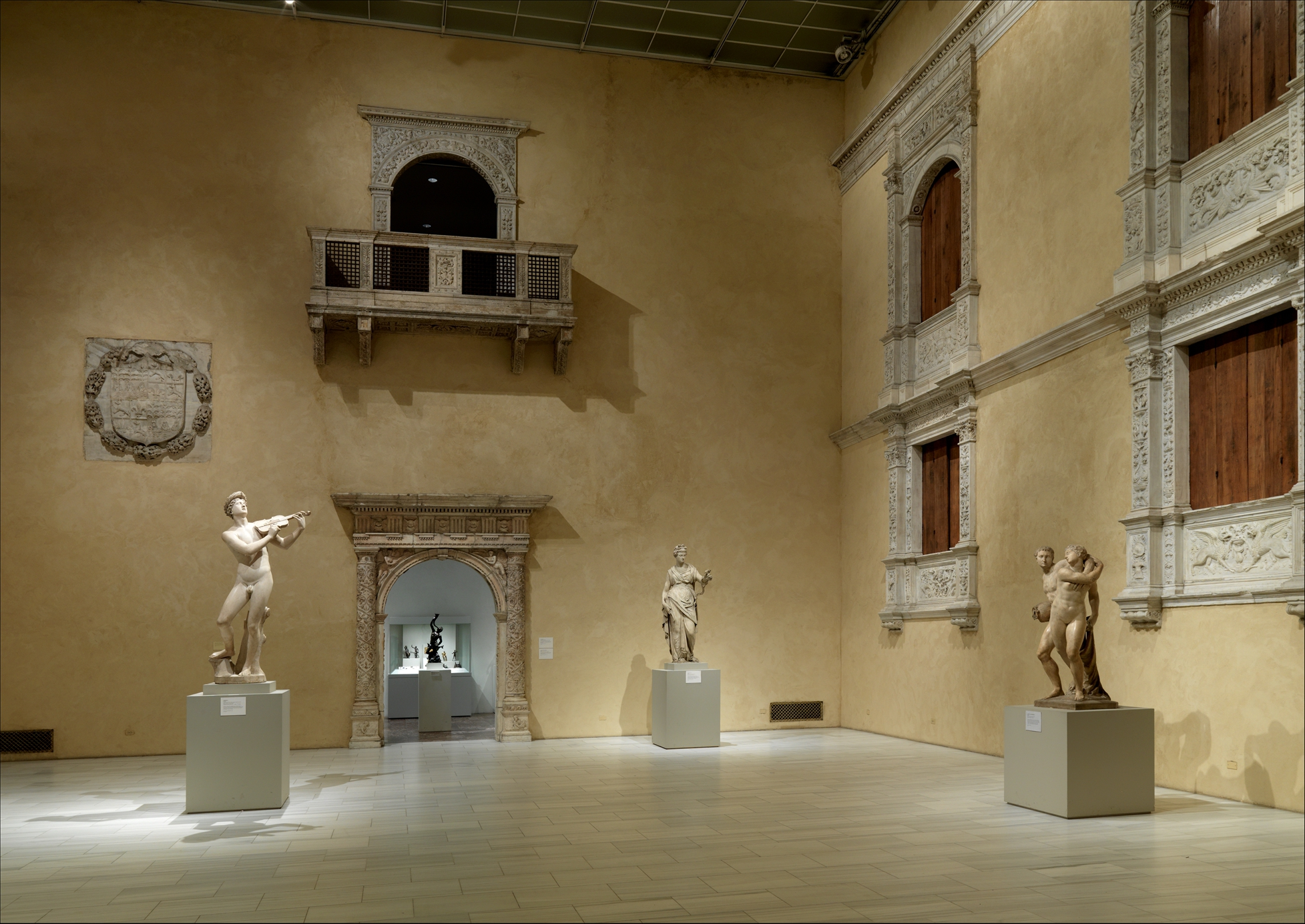
Vue du premier étage du musée

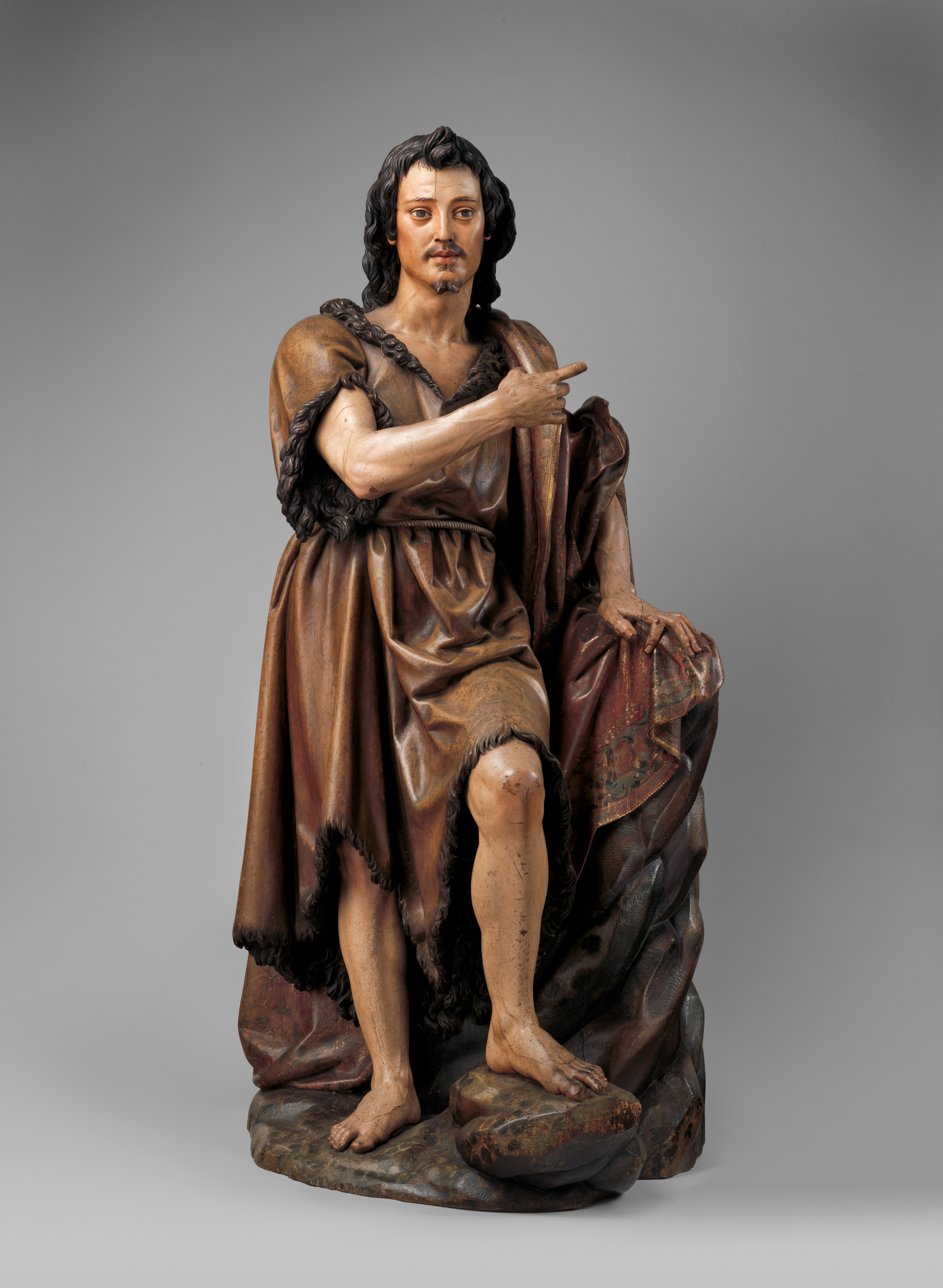
Juan Martínez Montañés : Saint Jean-Baptiste, partie de l'exposition « Sculpture et arts décoratifs de la Renaissance espagnole »

George et Florence Meyer Blumenthal ont acheté le patio en 1913 et l'ont d'abord utilisé comme pièce maîtresse de leur maison privée sur Park Avenue à Manhattan. Il y est resté jusqu'à ce que George fasse don du patio au Metropolitan Museum of Art l'année de sa mort (1941), également pendant son mandat de président du musée. En 1945, le patio a été enlevé et expédié par blocs au Met ; La maison de Blumenthal a par la suite été rasée. Le patio a été déplacé dans le stockage du musée et y est resté jusqu'en 1963 environ. À cette époque, Olga Raggio a entrepris une étude de recherche de cinq ans sur le patio, l'a reconstruit et installé dans le musée en 1964. Au cours de la reconstruction, Raggio a fait retirer deux arches et d'autres éléments plus modernes de la propriété de Blumenthal.
Le patio sert désormais d'entrée à la bibliothèque Thomas J. Watson du musée et de présentation des statues de la Renaissance italienne du musée.
De 1997 à mai 2000, le patio a été fermé pour rénovation, où les sculptures ont été nettoyées, un éclairage supplémentaire a été installé et un nouveau sol, également en marbre blanc de Macael, a été installé. Le sol correspond fidèlement au sol d'origine du patio et a été produit dans la même carrière que la pierre du patio.
La tapisserie flamande Le Triomphe de la Renommée est accrochée au mur est du patio. Lors de l'acquisition de la tapisserie par le musée, il a été organisé simultanément deux expositions temporaires dans le patio, à partir du 12 mai 2000. « Les frises oubliées du château de Vélez Blanco » présentaient six des dix reliefs du même château, découverts au Musée des Arts Décoratifs de Paris en 1992 ; l'exposition a duré jusqu'au 2 février 2003. L'autre exposition, « Sculpture et arts décoratifs de la Renaissance espagnole », présentait 65 sculptures et objets de la Renaissance espagnole et s'est déroulée jusqu'au 31 décembre 2002,,.